# Väinö Penttala
Väinö Penttala (n. 16 ianuarie 1897, Isokyrö, Marele Principat al Finlandei, Imperiul Rus – d. 28 februarie 1976, Isokyrö, Vaasa Province⁠(d), Finlanda) a fost un luptător ce a reprezentat Finlanda, medaliat olimpic. A participat la o ediție a Jocurilor Olimpice (1920) în care a câștigat o medalie de argint.

## Participări
Lista de mai jos prezintă principalele competiții la care a participat Väinö Penttala de-a lungul carierei.
- wrestling at the 1920 Summer Olympics – men's freestyle middleweight[*]